# Ostatni taniec Salome
Ostatni taniec Salome (ang. Salome's Last Dance) – brytyjsko-amerykański komediodramat z 1988 roku w reżyserii Kena Russella. Adaptacja sztuki Oscara Wilde’a Salome. Zdjęcia kręcono w Londynie.

## Opis fabuły
Rok 1892. Wilde przyjeżdża ze swoim kochankiem Boseyem do luksusowego domu publicznego, gdzie czeka na niego niespodzianka. Właściciel domu uciech wystawia najnowszą sztukę znanego pisarza: Salome. Główne role w spektaklu zostają powierzone personelowi lokalu.

## Obsada
- Glenda Jackson − Herodias/Lady Alice
- Stratford Johns − Król Herod/Alfred Taylor
- Nickolas Grace − Oscar Wilde
- Douglas Hodge − Jan Chrzciciel/Lord Alfred „Bosey” Douglas
- Imogen Claire − Nazaretanka
- Paul Clayton − Nazaretańczyk
- Imogen Millais-Scott − Salome/Rose
- Ken Russell − Cappadocian/Kenneth
- Burt Reynolds